# Клајнес Визентал
Клајнес Визентал (њем. Kleines Wiesental) град је у њемачкој савезној држави Баден-Виртемберг. Једно је од 35 општинских средишта округа Лерах. Посједује регионалну шифру (AGS) 8336107.

## Географски и демографски подаци
Површина општине износи 77,8 km². У самом граду је, према процјени из 2010. године, живјело 2.945 становника. Просјечна густина становништва износи 38 становника/km².